# Ludwig Brückner (Mediziner, 1844)
Ernst Friedrich Ludwig Brückner, genannt der Jüngere, zur Unterscheidung vom Vater auch Ludwig (II.) Brückner, in der Familie Lutz Brückner (* 7. Februar 1844 in Neubrandenburg; † 12. April 1922 ebenda), war ein deutscher Mediziner und Neubrandenburger Heimatkundler.

## Leben
Ludwig Brückner (Nr. 84 der Geschlechtszählung) entstammte einer mecklenburgischen Gelehrtenfamilie und war der Sohn des namensgleichen Mediziners Ludwig Brückner (der Ältere, 1814–1902, #45) und der Neubrandenburger Kaufmannstochter (Charlotte) Luise, geb. Krull (1823–1886). Er wuchs unter vier Geschwistern auf, von denen zwei jung starben. Sein Bruder Wilhelm Brückner (1845–1924, #85) wurde Fabrikbesitzer in Wien. Der Jurist und Neubrandenburger Bürgermeister Friedrich Brückner (1801–1883, #41) war sein Onkel, der Jurist und Neubrandenburger Bürgermeister Gustav Brückner (1835–1904, #80) war sein Cousin, der zuletzt in Dresden tätig gewesene Kunstmaler Bernhard Reinhold (1824–1892) war Ehemann einer Cousine.
Brückner besuchte das Gymnasiums in Neubrandenburg, wo er Ostern 1864 das Abitur bestand. Zuvor hatte er am 19. Juni 1863 als Primus der Neubrandenburger Primaner in einer bewegenden Kundgebung Fritz Reuter die Abschiedsrede bei dessen Fortgang aus Neubrandenburg gehalten. Ab 1864 absolvierte Brückner ein Medizinstudium an den Universitäten in Berlin, Würzburg, Heidelberg und Greifswald. In Würzburg wurde er 1865 Mitglied des Corps Rhenania Würzburg. 1868 wurde er in Greifswald promoviert mit der Dissertation „Ueber Atresia ani congenita“, die Approbation folgte 1869 und bis 1871 war er zunächst Assistenzarzt am Krankenhaus Schwerin. Von 1871 bis 1922 war er als praktischer Arzt in Neubrandenburg tätig. 1906 wurde er mit dem Titel Sanitätsrat geehrt, 1915 als Geheimer Sanitätsrat. Von 1902 bis 1922 war er Nachfolger seines Vaters als Vorsitzender des Neubrandenburger Museumsvereins, der bis in die 1930er Jahre das heutige Regionalmuseum Neubrandenburg im Treptower Tor betrieb. 1906 gehörte er zu den Gründungsmitgliedern des Heimatbundes Mecklenburg und war 1907 Mitgründer der Ortsgruppe Neubrandenburg. In der Lokalpolitik Neubrandenburgs war er von 1911 bis 1918 Bürgerworthalter. 1914 bis 1922 war er zudem Vorsitzender des Brücknerschen Familienverbandes [gegr. 22. Februar 1914], auf dessen Tätigkeit eines der brücknerschen Familienarchive zurückgeht und der seit 1914/16 familienkundliche Berichte herausgab.
Ludwig Brückner war seit dem 20. April 1877 verheiratet mit Anna Luise Brückner, geb. Krull (1861–1878), Tochter des Neubrandenburger Kaufmanns Hermann Krull (1818–1886). Nach deren Tod heiratete er in zweiter Ehe am 18. Juni 1880 Anna (Theodora Sophie), geb. Bade (1863–1944), die Tochter eines Gutspächters. Von den fünf Kindern Brückners entstammten dieser 2. Ehe Erich Brückner (1881–1972, #118), Regierungsbaurat in Neustrelitz (1912–1944), sowie die Tochter Irmgard Unger-Brückner (1886–1978, #121), Theaterintendantin und Gründerin der Niederdeutschen Bühne Neubrandenburg, verheiratet mit dem Archäologen und Hochschullehrer Eckhard Unger (1885–1966).
1930 wurde ihm zu Ehren am Ende der Goethestraße in Neubrandenburg ein Ehren- und Gedächtnismal eingeweiht, das jedoch nicht erhalten ist.
Alle Gräber der Brückner-Familie befanden sich seit dem frühen 19. Jahrhundert auf dem alten Friedhof in Neubrandenburg.